# Stazione di Dronero
La stazione di Dronero era la stazione ferroviaria terminale della linea da Busca, al servizio del comune omonimo. Inaugurata nel 1913, ma effettivamente attivata nel 1912, è stata disabilitata al traffico passeggeri nel 1966 e a quello merci nel 1982; dai primi anni 2000 l'Associazione Amici della Ferrovia Turistica Valle Maira sostiene la riapertura della stazione e della linea stessa.

## Storia
La stazione fu aperta al servizio il 20 settembre 1912 in concomitanza con l'attivazione dell'intera linea da Busca. Tuttavia l'inaugurazione ufficiale venne posticipata al 13 ottobre 1913 per consentire a Giolitti, allora presidente del Consiglio e originario di Dronero, di partecipare ai festeggiamenti organizzati dall'amministrazione comunale.
Venne chiusa al traffico passeggeri nel 1966, ma il traffico merci rimase ancora attivo con 2 o 3 navette giornaliere per trasporti militari e metallurgici. Venne soppressa definitivamente il 16 novembre 1982.
Nel novembre 2005 a sostegno della riapertura della tratta Dronero-Busca e di conseguenza della stazione è nata l'Associazione Amici della Ferrovia Turistica Valle Maira. Nel 2009 essa ha esposto nella stazione il carro merci T123 ex ferrovia Torino-Ceres, concesso in comodato gratuito dal Museo Ferroviario Piemontese e totalmente restaurato ad opera dell'associazione stessa.

## Strutture e impianti

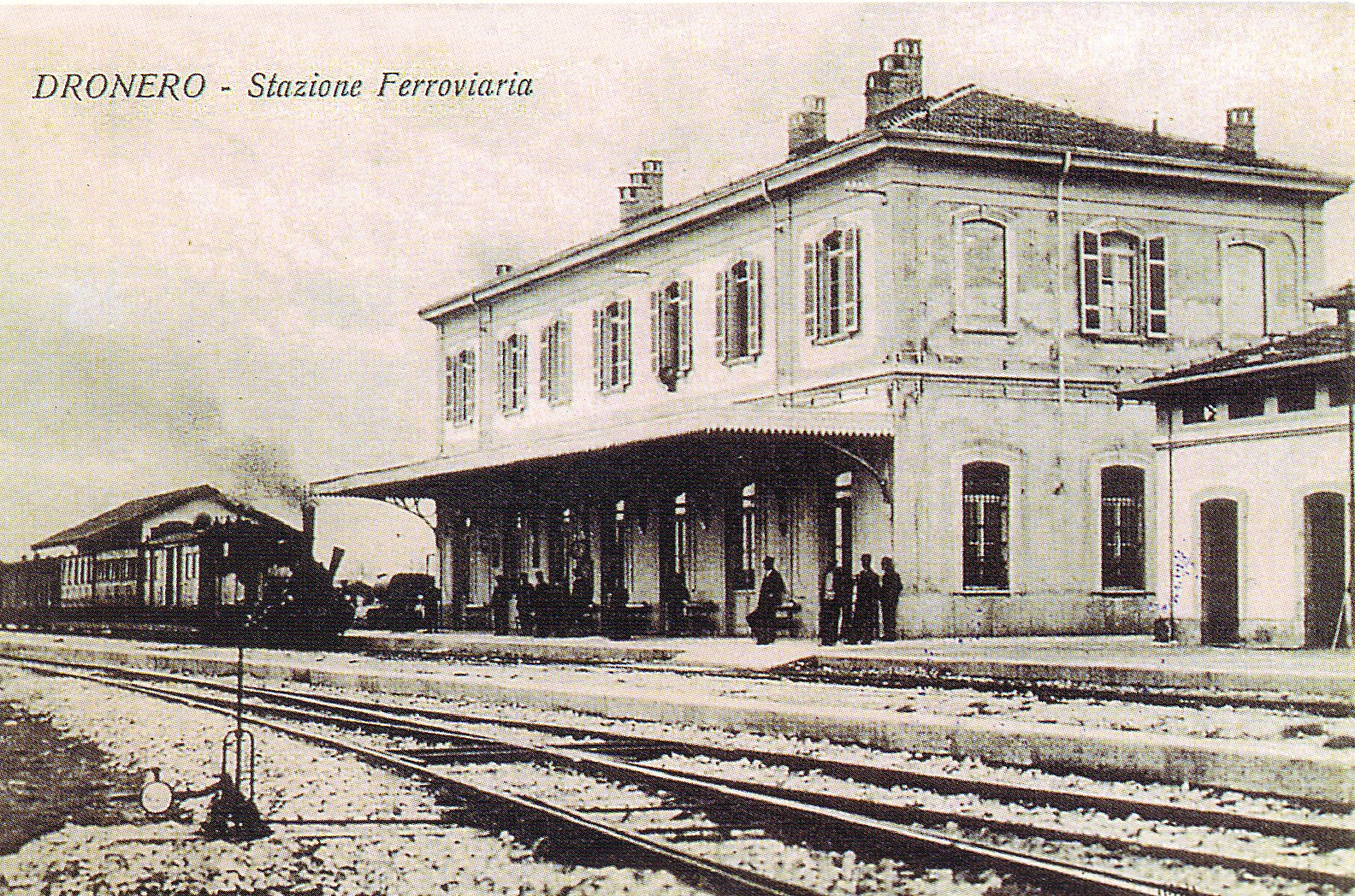
La stazione in una cartolina d'epoca

L'impianto dispone di un fabbricato viaggiatori in cui trovavano posto la biglietteria a sportello, le sale di 1ª e 2ª classe. A destra di esso trova posto l'edificio dei servizi igienici.
Sin dall'attivazione la stazione venne dotata di un ampio fascio merci, uno scalo merci, non più utilizzato dal 1982, avente un magazzino, un piano caricatore, un tronchino di accesso, gru fissa ad azionamento manuale, sagoma di carico e stadera a ponte con annessa garitta. Vi erano inoltre anche delle rimesse locomotive, il cui interno al 2014 è abbandonato e sommerso dalla vegetazione, servite da due binari, poste presso la fine dei binari. Per i treni a vapore era stata costruita una cisterna idraulica collegata alla colonna posta sui binari. Era anche attivo un breve raccordo al servizio delle Fabbriche Riunite Falci.
Al 2014 la stazione è in stato di abbandono, nonostante spesso vi si operino manifestazioni e lavori di pulizia da parte di AAFTVM. 
Nel 2018 sono iniziati i lavori per la costruzione di un supermercato nell'area binari e di recupero dell'edificio della stazione, completati verso la fine del 2019.

## Movimento
La stazione, nonostante i grandi festeggiamenti all'inaugurazione, è risultata sovradimensionata rispetto al modesto traffico che vi affluiva. Era servita da 4 coppie di treni in orario già negli anni trenta, affidati alle automotrici del gruppo ALn 556.
Il servizio passeggeri presso l'impianto cessò definitivamente nel 1966 e quello merci nel 1982 con conseguente soppressione della linea e della stazione stessa.

## Servizi
La stazione disponeva di:
- Biglietteria a sportello
- Sala d'attesa
- Servizi igienici

## Interscambi
Fra il 1912 e il 1948 sul piazzale antistante la stazione era possibile l'interscambio con la tranvia Cuneo-Dronero.